# Чемпионат Того по футболу
Национальный чемпионат Премьер-дивизиона Того (фр. Championnat National de Premiere Division) — клубное соревнование по футболу, проводимое в Того с 1961 года под эгидой Тоголезской федерации футбола. Формат турнира и количественный состав часто меняются. В сезоне 2016/2017 первенство проходило в два круга по формату осень-весна, в нем принимало участие 14 профессиональных клубов. Победитель чемпионата получил право представлять свою страну в Лиге чемпионов КАФ.

## Клубы-участники в сезоне 2016/2017
- Семасси (Сокоде)
- Аж (Нотсе)
- Короки Метете (Чамба)
- Того-Порт (Ломе)
- АСКО Кара (Кара)
- Динамик Тоголе (Ломе)
- Фоадан (Дапаон)
- Гбикинти де Басар  (Басар)
- Гомидо (Кпалиме)
- Мараната (Кпалиме)
- Агаза (Ломе)
- Юниспорт де Сокоде (Сокоде)
- ОТР (Ломе)
- Котоко (Лавие)

## Чемпионы прошлых лет
Чемпионы:
| - 1961 : Этуаль Филант (Ломе) - 1962 : Этуаль Филант (Ломе) - 1963 : чемпион неизвестен - 1964 : Этуаль Филант (Ломе) - 1965 : Этуаль Филант (Ломе) - 1966 : Модель де Ломе (Ломе) - 1967 : Этуаль Филант (Ломе) - 1968 : Этуаль Филант (Ломе) - 1969 : Модель де Ломе (Ломе) - 1970 : Динамик Тоголе (Ломе) - 1971 : Динамик Тоголе (Ломе) - 1972 : Модель де Ломе (Ломе) - 1973 : Модель де Ломе (Ломе) - 1974 : Ломе 1 - 1975 : Ломе 1 - 1976 : Ломе 1 - 1977 : не проводился - 1978 : Семасси (Сокоде) - 1979 : Семасси (Сокоде) - 1980 : Агаза (Ломе) - 1981 : Семасси (Сокоде) | - 1982 : Семасси (Сокоде) - 1983 : Семасси (Сокоде) - 1984 : Агаза (Ломе) - 1985 : АСФОСА (Ломе) - 1986 : АСФОСА (Ломе) - 1987 : Думби Манго - 1988 : АСКО Кара (Кара) - 1989 : АСКО Кара (Кара) - 1990 : Ифодже Атакпаме (Атакпаме) - 1991 : не проводился - 1992 : Этуаль Филант (Ломе) - 1993 : Семасси (Сокоде) - 1994 : Семасси (Сокоде) - 1995 : Семасси (Сокоде) - 1996 : АСКО Кара (Кара) - 1997 : Динамик Тоголе (Ломе) - 1998 : не проводился - 1999 : Семасси (Сокоде) - 2000 : не был завершен - 2001 : Динамик Тоголе (Ломе) - 2002 : Дуан (Ломе) | - 2003–04 : Динамик Тоголе (Ломе) - 2004–05 : Дуан (Ломе) - 2005–06 : Мараната (Кпалиме) - 2006–07 : АСКО Кара (Кара) - 2007–08 : не проводился - 2009 : Мараната (Кпалиме) - 2010 : не проводился - 2011–12 : Динамик Тоголе (Ломе) - 2013 : Аж (Нотсе) - 2014 : Семасси (Сокоде) - 2015 : не проводился - 2016-17 : Того-Порт (Ломе) - 2017-18 : Короки Метете (Чамба) - 2018-19 : АСП Кара (Кара) - 2019-20 : АСКО Кара (Кара) - 2021 : АСКО Кара (Кара) - 2021-22 : АСКО Кара (Кара) - 2022-23 : АСКО Кара (Кара) - 2023-24 : АСКО Кара (Кара) |  |

## Количество титулов
| Клуб            | Кол-во титулов |
| --------------- | -------------- |
| Семасси         | 10             |
| АСКО Кара       | 9              |
| Этуаль Филант   | 7              |
| Динамик Тоголе  | 6              |
| Модель де Ломе  | 4              |
| Ломе 1          | 3              |
| Агаза           | 2              |
| АСФОСА          | 2              |
| Дуан            | 2              |
| Мараната        | 2              |
| Думби           | 1              |
| Ифодже Атакпаме | 1              |
| Аж              | 1              |
| Того-Порт       | 1              |
| АСП Кара        | 1              |
| Короки Метете   | 1              |